# Дрейф судна
|                                                                                             |  |  |
| Рисунки з статті «Дрейф»; «ВЕС»; 1912 рік (детальний опис до цих креслеників див. там само) |  |  |

Положення грота і стакселя в дрейфі.

Дрейф (через російське посередництво від нід. drijven — «пересуватися, рухатися»; або від англ. і нід. drift, нім. Drift) — знесення судна з лінії його курсу під впливом вітру, а також переміщення судна під впливом вітру або течії (на ходу або на якорі). Дрейф судна враховують при зчисленні шляху судна. У ширшому сенсі слова дрейф — переміщення за вітром або течією без допомоги будь-якого рушія (весел, вітрил, двигуна).
Дрейф особливо сильно позначається при плаванні вітрильних суден. Величиною або кутом дрейфу (колись його називали просто «дрейф») називається кут, укладений між кільватерним струменем і діаметральною площиною судна. Якщо вітер дує з лівого борту, то кажуть про дрейф лівого галса, якщо ж він дує з правого борту, — про дрейф правого галса. Величина дрейфового кута буває різною залежно від якостей судна, свіжості вітру і стану моря: у найгірших випадках він досягає до 16°.
Вираз лягати в дрейф означає, що вітрила на судні розташовані таким чином, щоб воно залишалося без ходу. Для досягнення цього одні вітрила розташовують так, як при ході в бейдевінд, інші ж ставлять проти вітру. Судно при цьому то ходить вперед (приводиться до вітру), то задкує назад (увалюється під вітер); крім того, його подає трохи лагом, тобто перпендикулярно до кіля, під вітер.
Для орієнтації судна в дрейфі проти вітру застосовується плавучий якір — парусиновий конус або вітрило, закріплені на довгому древку за бортом.
На якірній стоянці дрейфом називають явище, коли при відданому якорі останній недостатньо добре забрав і повзе по ґрунту, не утримуючи судно на місці.
Для виміряння кута дрейфу використовують дрейфомір (дрейфмометр). У гідродинамічних дрейфомірів дія заснована на вимірюванні різниці тисків на правому і лівому бортах судна.